# NGC 4231
NGC 4231 (другие обозначения — UGC 7304, MCG 8-22-94, ZWG 243.60, NPM1G +47.0223, PGC 39354) — спиральная галактика (морфологический тип по Вокулёру SA) в созвездии Гончих Псов. Открыта Уильямом Гершелем в 1788 году.
Этот объект входит в число перечисленных в оригинальной редакции «Нового общего каталога».
На фотографиях видна небольшая спиральная галактика, повёрнутая диском к наблюдателю, с ярким ядром и очень слабыми, едва заметными спиральными рукавами. Она находится к северу от галактики-компаньона NGC 4232; наблюдается широкое слабое пятно света, простирающееся к южной галактике. Они практически наверняка образуют физическую пару, и видимое угловое расстояние в 1,1′ указывает на приблизительное линейное расстояние между ядрами галактик около 107 тыс. световых лет при предполагаемом удалении. При визуальном наблюдении в любительский телескоп галактику трудно увидеть, она выглядит как нечеткое пятнышко света; лучше всего видна с помощью непрямого взгляда, когда свет попадает на край поля зрения. Радиальная скорость: 7460 км/с. Расстояние: 333 млн световых лет. Диаметр: 97 тыс. световых лет.